# Comuna Novoriciîțea, Zaricine
Novoriciîțea (în ucraineană Новорічиця) este o comună în raionul Zaricine, regiunea Rivne, Ucraina, formată din satele Holubne și Novoriciîțea (reședința).

## Demografie
Componența lingvistică a comunei Novoriciîțea
     Ucraineană (99,55%)
     Alte limbi (0,45%)
Conform recensământului din 2001, majoritatea populației comunei Novoriciîțea era vorbitoare de ucraineană (99,55%), existând în minoritate și vorbitori de alte limbi.